# كوجيما برودكشنز

شعار كوجيما برودكشنز حينما كانت متعاقدة مع كونامي من عام 2005م إلى عام 2015م.

كوجيما للإنتاج (بالإنجليزية: Kojima Productions)‏ ، هي شركة يابانية خاصة بتصميم العاب هيديو كوجيما والشركة هي مستقلة، وتقع في طوكيو الاستوديو كان يوظف تقريبا 100 موظف في عام 2005 ولكن منذ ذلك الحين نمت إلى أكثر من 200 شخص لتطوير لعبة ميتال غير سوليد 4: غنز أوف ذا بتريوتس وكان شعار الشركة هو شعار وحدة فوكس في الجزء ميتال غير سوليد 3: سنيك إيتر حينما كانت الشركة فرع من كونامي.

## تأسيس شركة مستقلة
أعلن هيديو كوجيما عن انفصال الشركة من كونامي واستقلاليته بتاريخ 16 ديسمبر 2015م، وأعلن عن أول مشروع للشركة بالتعاون مع شركة سوني كمبيوتر إنترتينمنت كناشر للعنوان والعنوان حصري لأجهزة بلايستيشن 4، وقال كوجيما أنه يشعر بأرياحية بالعمل مع شركة سوني كمبيوتر إنترتنمنت ، وحينما سئل كوجيما حول سبب استقالة كونامي، قال كوجيما بأن أي شخص يعمل لشركة كبرى في شركة يابانية فإن أبسط الأمور تحتاج إلى موافقة مسبقة وأخذ الوثائق من مدرائك بالعمل لفعل أي شيء.

## الألعاب
الألعاب التي صممها الاستوديو
- ديث ستراندنغ 2: على الشاطئ (PS5)
- ديث ستراندنغ (قريبا PS4 ،PS5 ، ومايكروسوفت ويندوز)[7]
- ميتال غير رايزنج: ريفنجنس (PS3 ، وأجهزة الكمبيوتر، X360 ، 2013)
- ميتال غير سوليد 3: 3D سنيك إيتر (3DS ، 2011)
- ميتال غير سوليد: بيس والكر (PSP ، 2010)
- ميتال غير سوليد تاتش (آي بود تاتش، أي فون، تطلب الشركة، 2009)
- ميتال غير اونلاين (PS3 ، و2008)
- ميتال غير سوليد 3: سنيك إيتر (ps2 ، 2004)
- ميتال غير سوليد 2: سنز أوف لبرتي (ps2 ، 2001)
- ميتال غير سوليد (ps1، وجهاز كمبيوتر، 1999)
- ميتال غير 2: سوليد سنيك (MSX2 ، 1990)
- ميتال غير (MSX2 ، 1987)